# Amara rustica
Amara rustica är en skalbaggsart som beskrevs av Thomas Casey. Amara rustica ingår i släktet Amara och familjen jordlöpare. Inga underarter finns listade i Catalogue of Life.